# Vanlig hjortråtta
Vanlig hjortråtta (Peromyscus maniculatus) liknar möss men den räknas till familjen hamsterartade gnagare. P. maniculatus och några andra arter i samma släkte är de allra mest förekommande däggdjuren i Nordamerika.
I vissa regioner kan de överföra vissa typer av hantaanvirus, särskild sorten Sin nombrevirus är fruktad.

## Kännetecken
Med en kroppslängd mellan 7 och 11 centimeter är djuret jämförelsevis litet. Svanslängden varierar beroende på geografisk förekomst mellan 5 och 11 centimeter. Vikten ligger mellan 10 och 25 gram. Individer som lever i skogar är större och har längre extremiteter och svans än individer på gräsmark. Denna hjortråtta har stora mörka ögon och stora öron som är glest täckta med hår. Pälsen är på ovansidan grå- till rödbrun, buken och extremiteterna är vita. Även svansen är delad i en mörk ovansida och en vit undersida. Färgerna är tydligt avgränsade från varandra.
Jämförd med den vitfotade hjortråttan har arten kortare bakfötter.

## Utbredning och habitat
Vanlig hjortråtta förekommer från Alaska och norra Kanada över stora delar av USA till södra Mexiko (delstat Oaxaca). Angående habitat är den mycket variabel, den lever i skogar, på gräsmark, i bergstrakter och i öknar. Den största populationen finns i prärier, i buskland och i öppna skogar.

## Levnadssätt
Arten vistas främst på marken men har bra förmåga att klättra. Den är aktiv på natten och vilar på dagen i självbyggda bon. I prärien är bona ofta underjordiska, i skogar ofta på träd. Hjortråttan använder även fågelbon som lämnats av fåglarna. Individerna lever i grupper som vanligen består av en hanne, flera honor och deras ungar. Under vintern finns ofta tio eller fler individer i samma bo som värmer sig ömsesidigt.
Arten är allätare och livnär sig av olika växter och djur. Födan utgörs bland annat av frön, frukter, blommor och nötter samt av insekter och ryggradslösa djur. Den vanliga hjortråttan samlar föda för den kalla årstiden men håller ingen vinterdvala. Vid ogynnsamma kalla förhållanden kan den vanliga hjortråttan för några timmar inta ett stelt tillstånd (torpor).

## Fortplantning
Djuret förökar sig mycket bra, i laboratorier kan de få upp till 14 kullar per år. Vid varmt väder parar sig hjortråttor med tre till fyra veckors mellanrum. Dräktigheten varar i 20 till 30 dagar och sedan föds 1 till 11 (oftast 4 till 6) ungar. Ungarna öppnar ögonen efter 2 veckor och dias 25 till 35 dagar. Efter 35 till 49 dagar är de könsmogna.